# Ceppato
Ceppato è una frazione del comune italiano sparso di Casciana Terme Lari, nella provincia di Pisa, in Toscana.

## Storia
Ceppato sorse durante il periodo medievale come borgo alle dipendenze del castello di Parlascio, su una collina sulla strada per Sant'Ermo. È ricordato nel XII secolo come appartenente al piviere di Casciana Terme. Il nucleo più antico è composto da alcuni edifici risalenti ai secoli XIII e XIV, mentre l'odierno centro del paese risale al periodo tra il XVII e il XVIII secolo. Frazione del comune di Lari fino al 1927, andò poi a formare insieme a Collemontanino, Parlascio e Sant'Ermo il comune di Casciana Terme. Dal 1º gennaio 2014 è confluito nel nuovo comune di Casciana Terme Lari.

## Monumenti e luoghi d'interesse
- Chiesa di San Rocco, situata ai piedi del borgo nei pressi del cimitero, è un oratorio attestato al XII secolo, inizialmente dedicata alla Vergine Maria e intitolata a San Rocco solo a partire dal 1450. La facciata a capanna è preceduta da un porticato e sulla lunetta dell'ingresso è affrescato il santo, opera del 1977 di Africano Paffi.

- Chiesetta Franciosi, piccola cappella situata nella piazzetta del borgo, era proprietà della famiglia Franciosi.[6]

- Torre medievale, posta sul punto più alto della collina, si tratta di una torre d'avvistamento a base quadrangolare, attualmente adibita a serbatoio dell'acquedotto comunale. Ai piedi della torre sono ancora visibili costruzioni originarie coeve.[7] Resti di altre torri difensive sono situate nei pressi della frazione.

## Galleria d'immagini

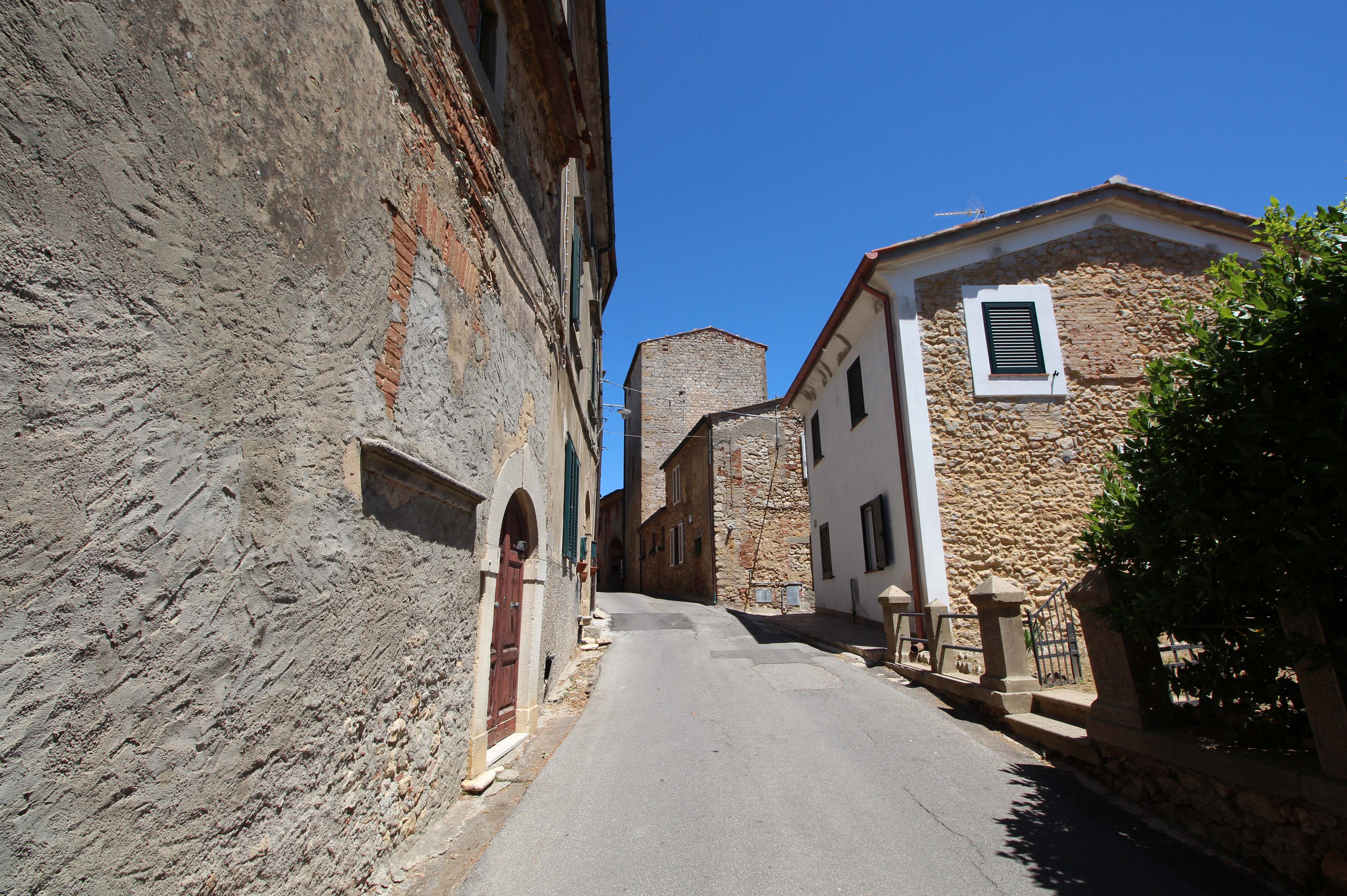
La strada principale
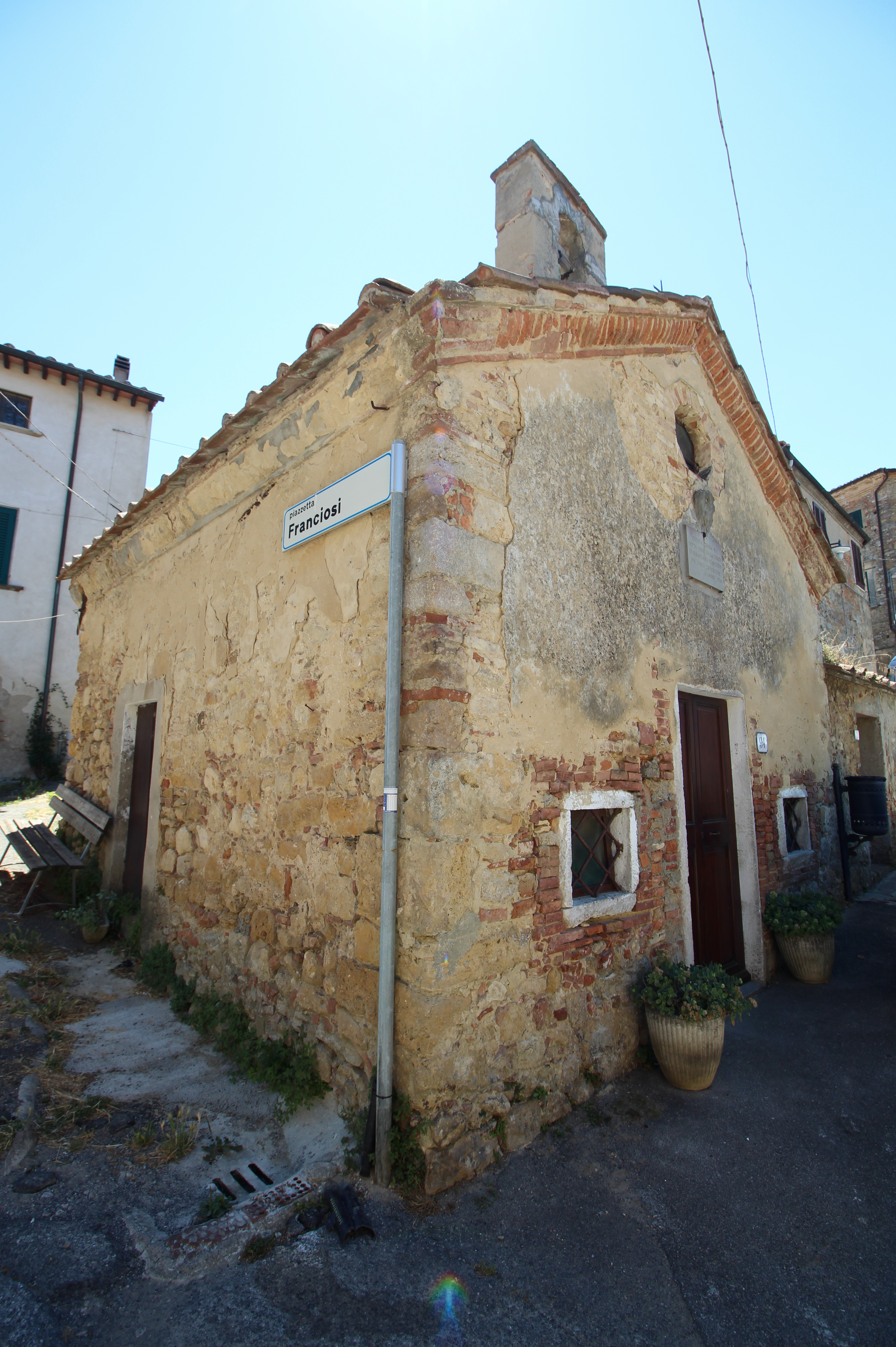
Esterno della cappella Franciosi
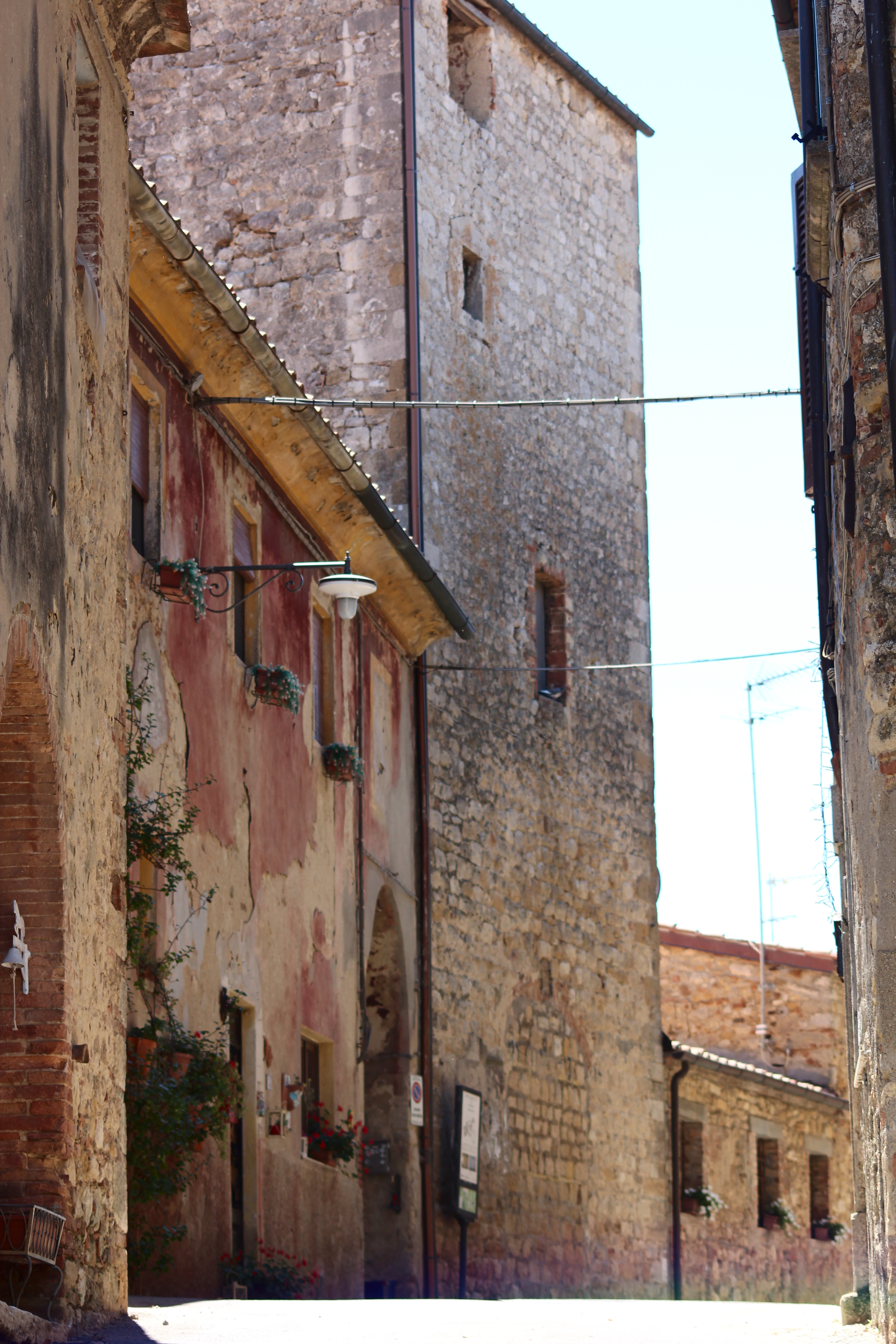
Torre medievale
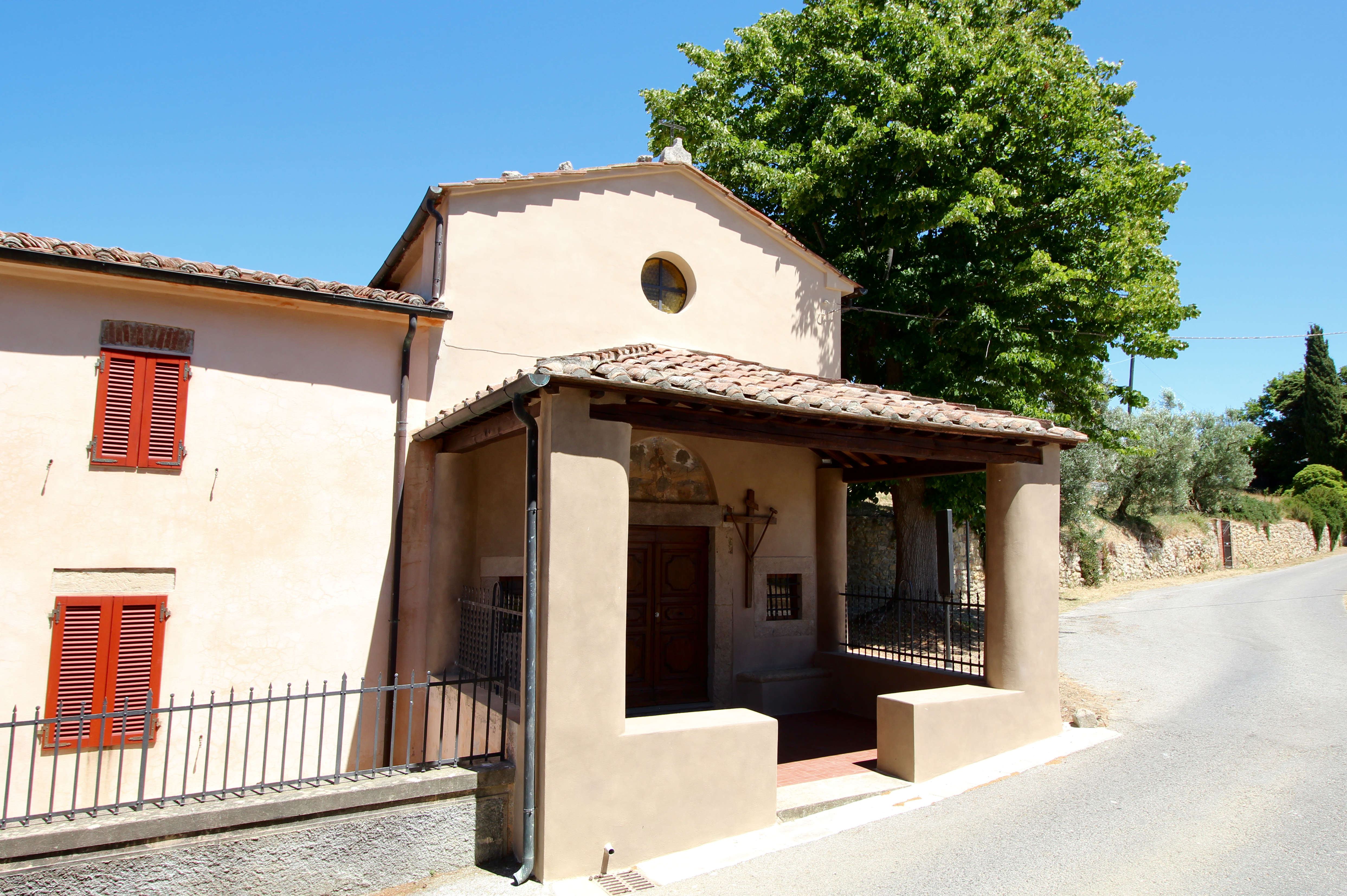
Esterno della chiesa di San Rocco